# Plymouth Satellite
El Plymouth Satellite es un automóvil de tamaño mediano que fue fabricado entre 1964 y 1974 por Chrysler. Se introdujo en 1965 como el modelo de equipamiento superior de la gama Plymouth, habiendo sido diseñado sobre la plataforma "B" del Plymouth Belvedere. Disponible inicialmente en versiones "hardtop" y descapotable de dos puertas, el Satellite siguió siendo el vehículo de primera línea de la gama hasta el año modelo de 1967. Poco después se agregó una versión familiar y se introdujo un acabado "Sport" con mayor nivel de equipamiento.
El nombre Fury se trasladó a los modelos medianos de Plymouth en 1975, momento en el que la denominación Satellite se suprimió de la gama.

## Primera generación (1965-1967)
Cuando se introdujo en 1965 el nuevo Plymouth Fury, un modelo más grande sobre la plataforma Chrysler C de tamaño completo, la denominación Plymouth Belvedere se trasladó a la "nueva" línea de tamaño mediano de Plymouth. El Belvedere Satellite fue el modelo de equipamiento superior de la serie, por encima de los Belvedere I y II. Estaba disponible en versiones convertibles o de techo rígido de dos puertas. Los asientos envolventes y una consola central eran equipo estándar, así como un motor V8. Para 1965, el motor estándar era el 273 plg³ (4,5 L) con los motores opcionales de 318 plg³ (5,2 L) y 361 plg³ (5,9 L); así como los de 383 plg³ (6,3 L) y 426 plg³ (7 L) Commando". Este 426 tenía el diseño de cámara de combustión en cuña y no es el 426 "Hemi" que se ofreció en 1966. La parte delantera presentaba faros individuales a cada lado y una parrilla dividida en cuatro rectángulos delgados colocados horizontalmente.
La producción total de la variante de techo rígido de dos puertas Satellite de 1965 fue de 23.341 unidades. Pesaba 3220 lb (1460,6 kg) con un precio base de 2612 dólares (25 254 $ en 2023). La producción de convertibles fue de 1860 unidades. Esta otra versión pesaba 3325 lb (1508,2 kg) y tenía un precio de 2827 dólares con equipación estándar (27 333 $ en 2023).
El Satellite rediseñado de 1966 estaba disponible con un motor "Street Hemi" con dos carburadores de 4 cuerpos y compresión de 10,25:1. Rendía 425 HP (316,9 kW) a 5000 rpm y 490 lb·pie (664 N·m) de par a 4000 rpm. Las otras opciones de motor V8 para 1966 siguieron siendo el 273 de 180 HP (134,2 kW), el 318 de 230 HP (171,5 kW), así como el Commando 361 de 265 HP (197,6 kW) y el Commando 383 de 325 HP (242,4 kW), por debajo de su clasificación de 330 HP (246,1 kW) en 1965.
El Satellite de 1967 fue muy similar al de 1966, pero incluyó varios cambios de equipamiento. Una nueva parrilla presentaba faros dobles, un cambio en el panel de acabado del maletero y las luces traseras disponían de múltiples nervaduras horizontales. La nueva moldura de aluminio horizontal en el pliegue inferior de la carrocería con pintura plateada inferior le dio a todos los Satellite de 1967 esencialmente un esquema de pintura de dos tonos. Para 1966 y 1967, los asientos interiores de vinilo y los paneles de las puertas se trataron con un diseño único de 'Western Scroll' que imitaba la apariencia del cuero repujado. Este era el interior 'premium' compartido con el GTX en 1967. Para 1966 y 1967, el Satellite se ofreció nuevamente solo en estilos de carrocería convertible y techo rígido de 2 puertas y estaba propulsado por motores V8. El 361 se suspendió para los modelos de 1967, pero un 383 de 2 cuerpos que producía 270 HP (201,3 kW) era opcional, así como una versión de 4 cuerpos que rendía 325 HP (242,4 kW).
Las cifras de producción para 1966 fueron 35.399 unidades de techo rígido y 2759 convertibles.

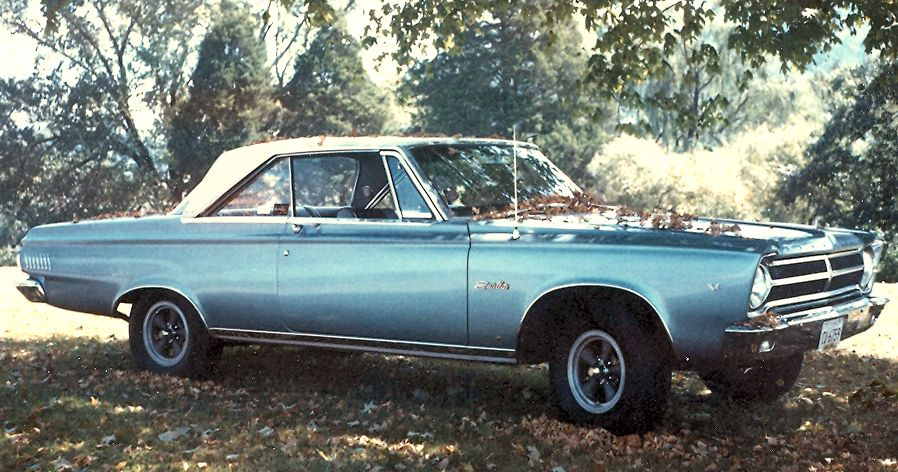
Plymouth Satellite de 1965
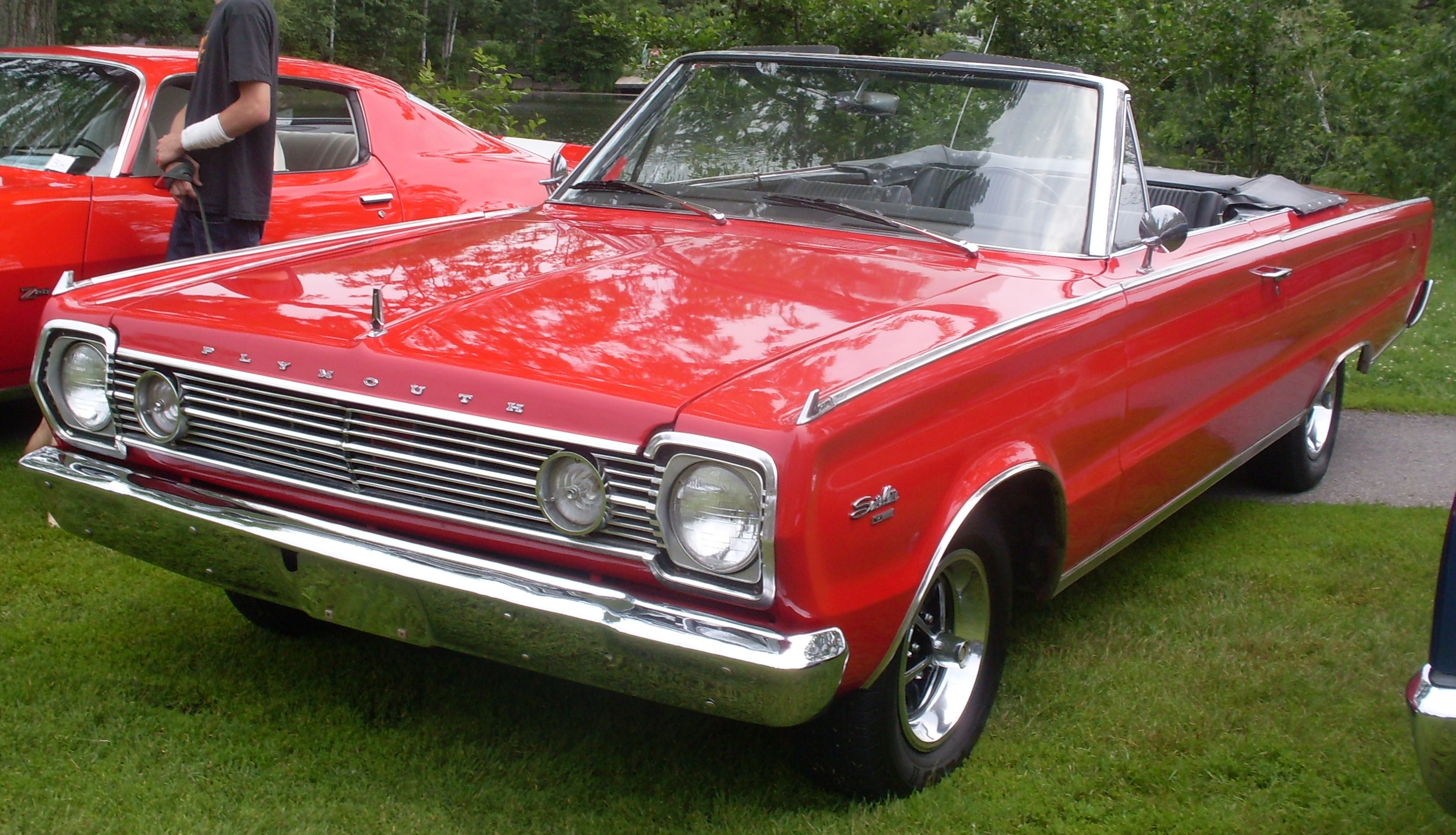
Plymouth Satellite Convertible de 1966

## Segunda generación (1968-1970)
En 1968 se introdujo un modelo Sport Satellite rediseñado y con un acabado más alto, equipado con un motor V8 318 como estándar, que se encontraba por encima de los Satellite normales. El Sport Satellite recibió la misma parrilla oscurecida con aspas horizontales que la utilizada en el Road Runner, mientras que el Satellite normal compartía su parrilla con los Belvedere. Se ofreció por primera vez un sedán de 4 puertas y un familiar en la línea Satellite. No había sedán Sport Satellite en 1968, pero estaba disponible un Satellite Sport Familiar, con molduras Sport Satellite y molduras laterales de carrocería de imitación de madera. También se agregó a la gama Satellite en 1969 un sedán Sport de cuatro puertas, al igual que los familiares.
El año modelo de 1968 también se produjo la introducción del Plymouth Road Runner, que compartía la misma carrocería que los modelos Satellite y Belvedere.
La carrocería de 1968 continuó hasta 1970, con nuevas parrillas en 1969 y un rediseño menor en la parte delantera y trasera para 1970, que fue el último año del nombre Belvedere.

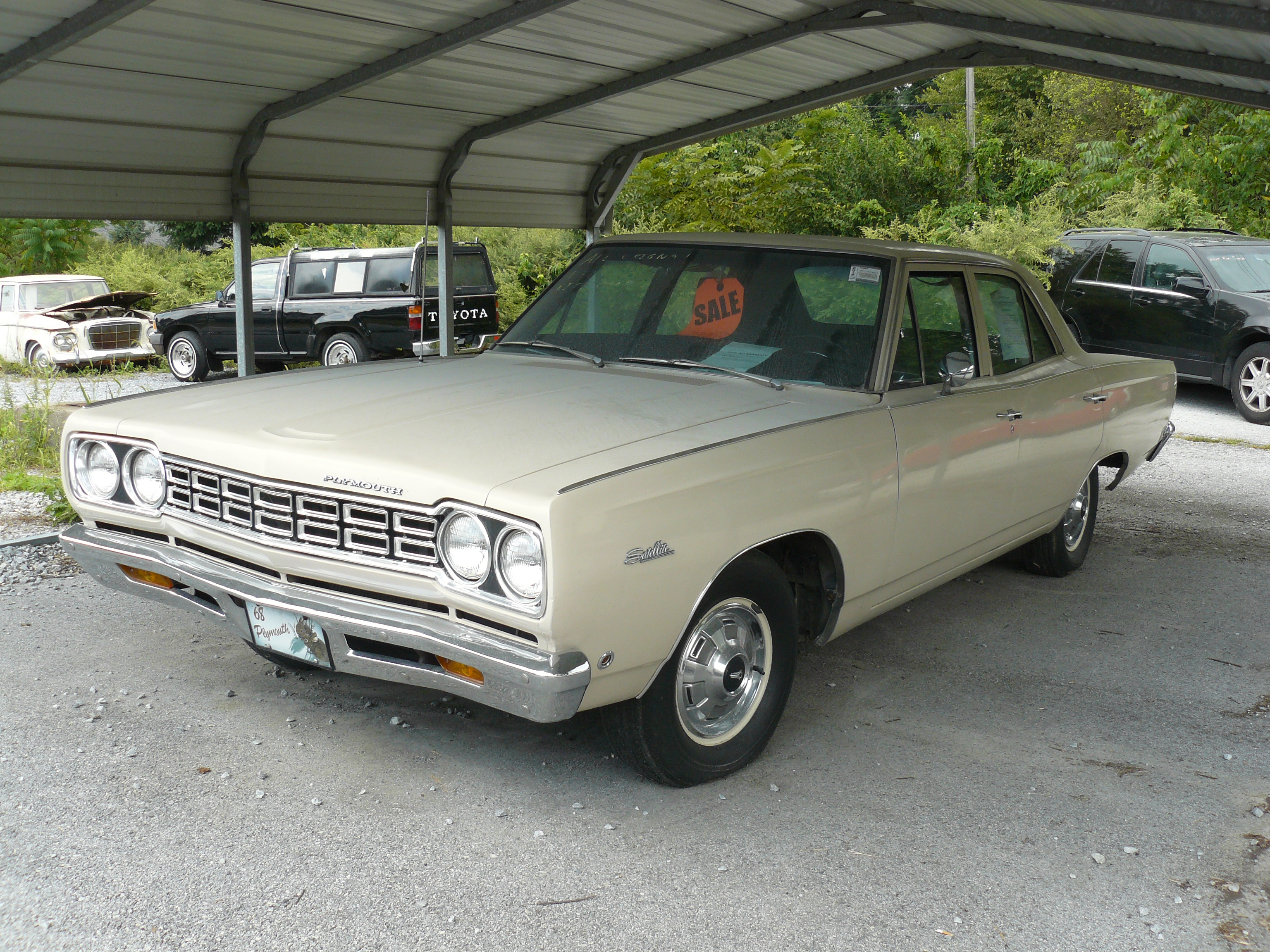
Plymouth Satellite 4-puertas sedán de 1968
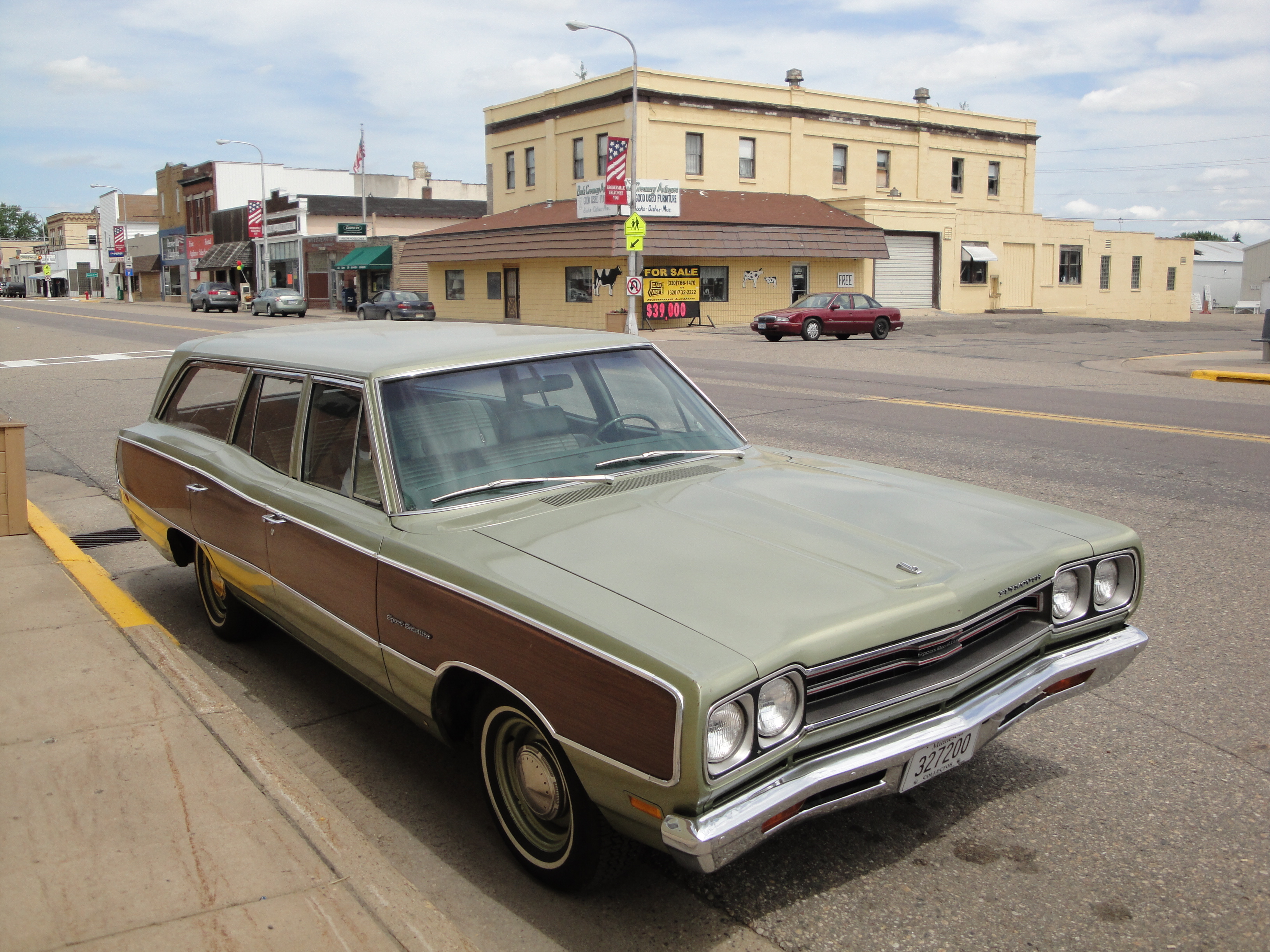
Plymouth Sport Satellite familiar de 1969
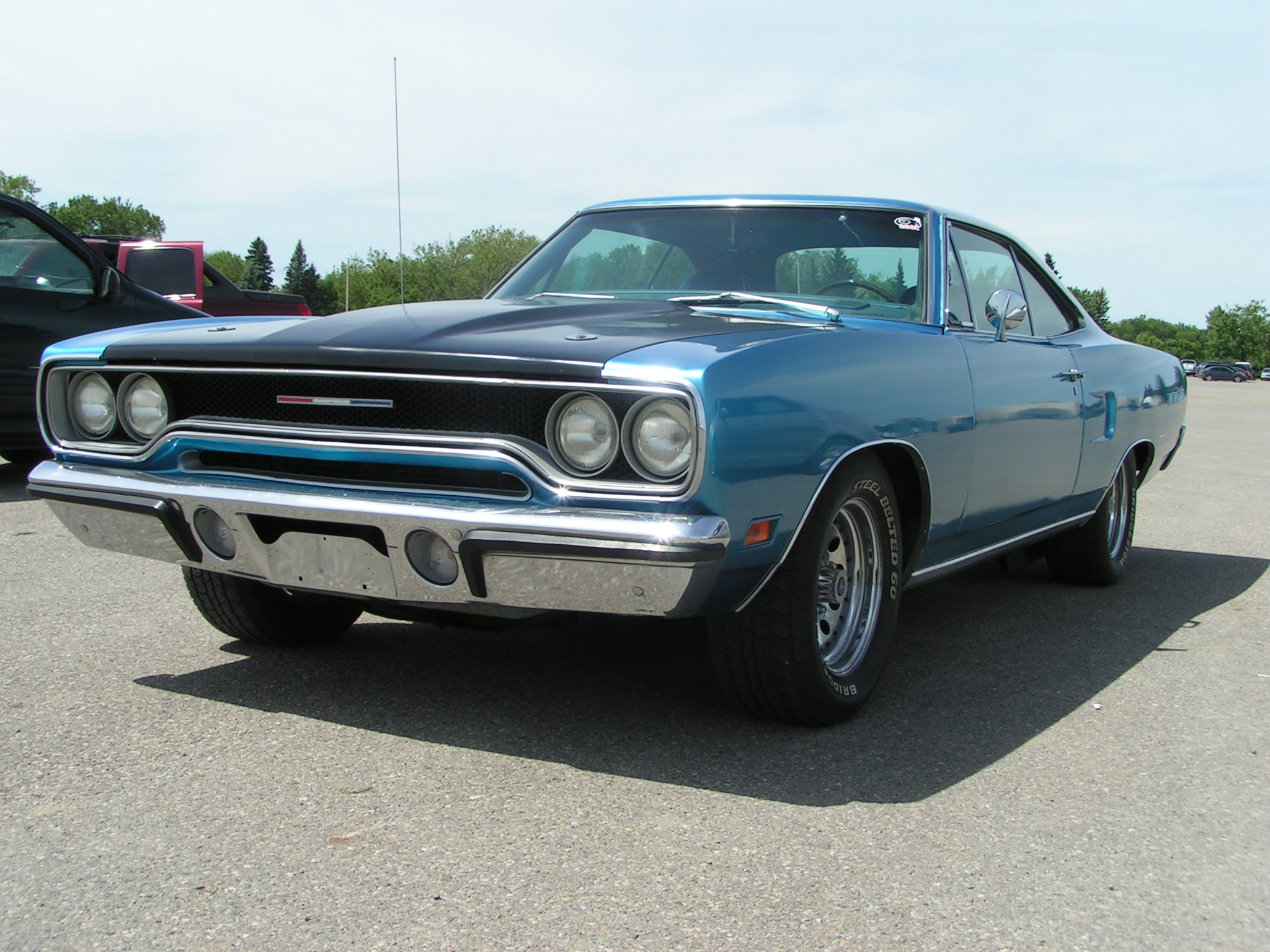
Plymouth Sport Satellite de 1970

## Tercera generación (1971-1974)
Se introdujo un nuevo diseño para el año modelo de 1971. El Satellite adoptó un nuevo estilo de "fuselaje", en línea con los lavados de cara en los modelos plataforma Chrysler C más grandes, en los modelos de dos puertas, cuatro puertas y familiar. A diferencia de años anteriores, los sedanes de 4 puertas y los cupés de 2 puertas no compartían chapa y cada uno tenía un estilo único. Los sedanes estaban disponibles en versión básica, personalizada y Brougham, mientras que los de dos puertas estaban disponibles en 5 niveles de equipamiento. Todos los números de placa de serie comenzaban con la letra R para los Satellite, seguida de otra letra para el tipo de modelo ordenado: el código RL (LOW) era el modelo base; RM (Medium) era el Satellite Roadrunner; RH (High) era el Satellite Sebring; RP (Premium) era el Satellite Sebring Plus; y RS (Especial) era el Satellite GTX de primera línea. Los modelos de dos puertas tenían un parachoques delantero tipo bucle, los cupés de 2 puertas tenían una distancia entre ejes de 115 pulgadas (2921 mm), mientras que los sedanes de 4 puertas, así como los familiares, tenían una distancia entre ejes de 117 pulgadas (2972 mm).
Para el año modelo de 1973, los modelos de dos puertas recibieron un diseño frontal más convencional, con láminas de metal cuadradas y ventanas laterales traseras. Los requisitos de seguridad para el año modelo de 1974 incluían parachoques capaces de resistir sin daños impactos a 5 mph (8 km/h) para los sedanes y familiares. El nombre Satellite se eliminó después de 1974, después de lo cual las ofertas intermedias de Plymouth en el chasis de carrocería B tomaron el nombre de Plymouth Fury. El Satellite Sebring, llamado así por el Sebring International Raceway de Sebring (Florida), fue reemplazado por el Chrysler Cordoba (un automóvil que originalmente estaba destinado a llamarse Plymouth Sebring) y compartió una carrocería completamente nueva con el Dodge Charger. Chrysler reviviría el nombre de Sebring en un modelo no relacionado de 1995.

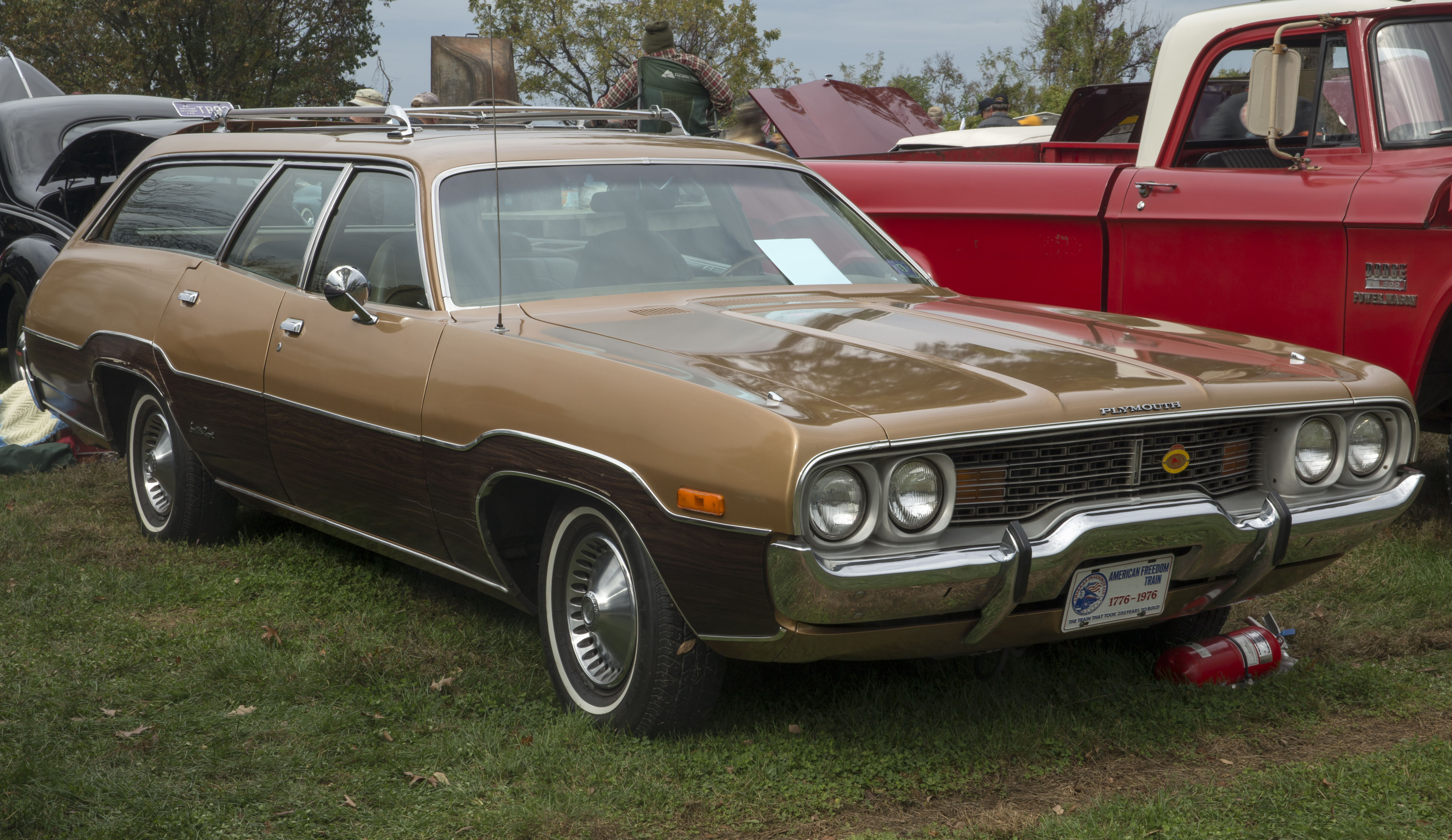
Satellite Regent familiar de 1972
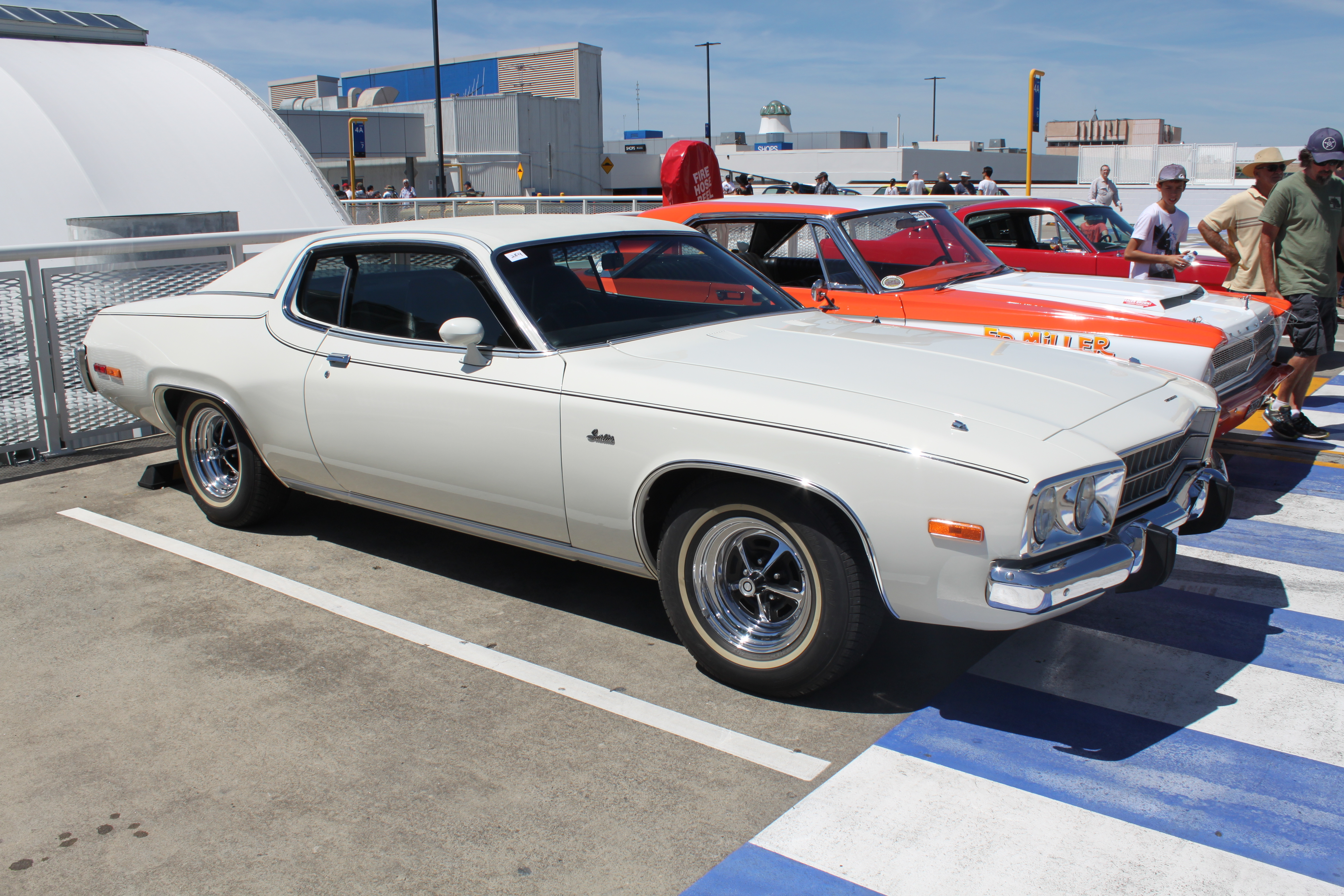
Plymouth Satellite Sebring de 1973
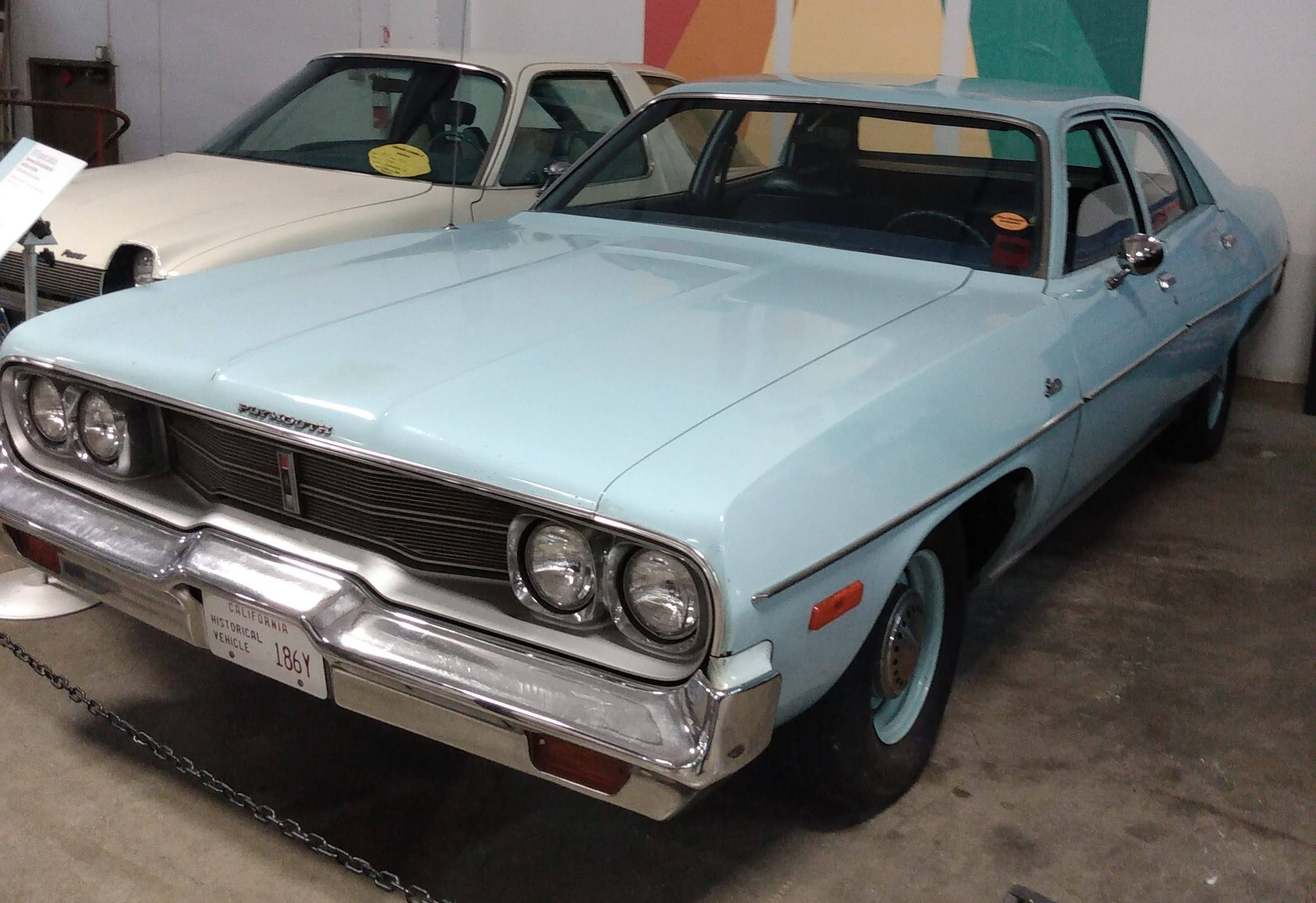
Plymouth Satellite sedán de 1974